# رانغولي

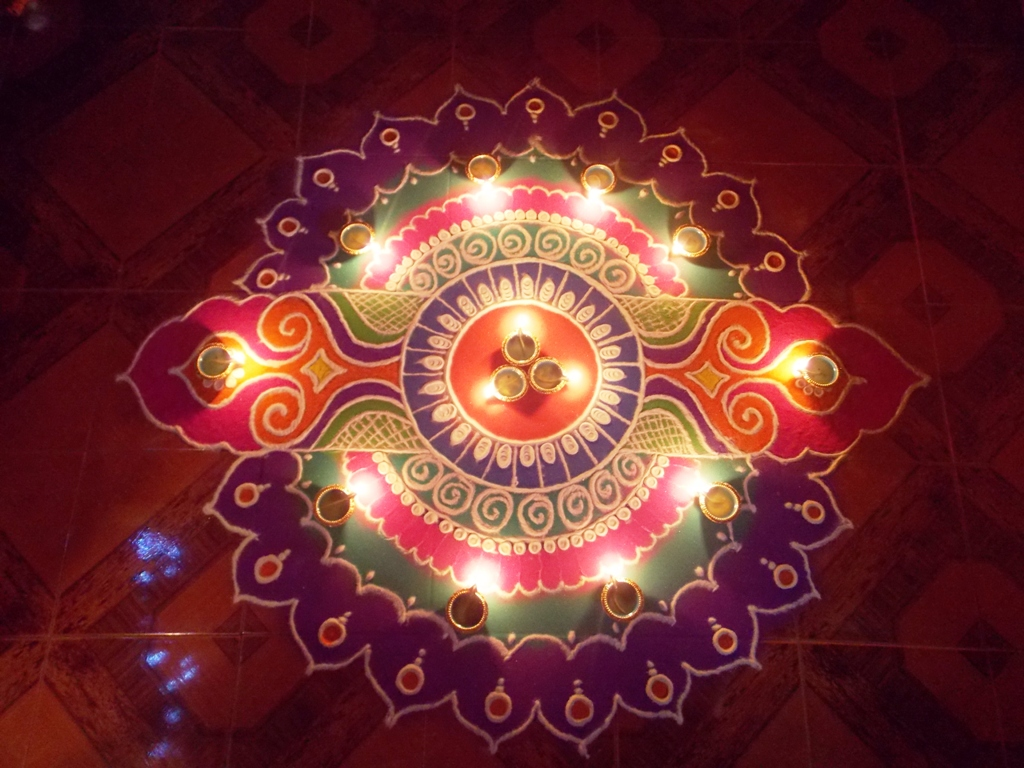
رسم رانغولي بمناسبة ديوالي في غوا، الهند

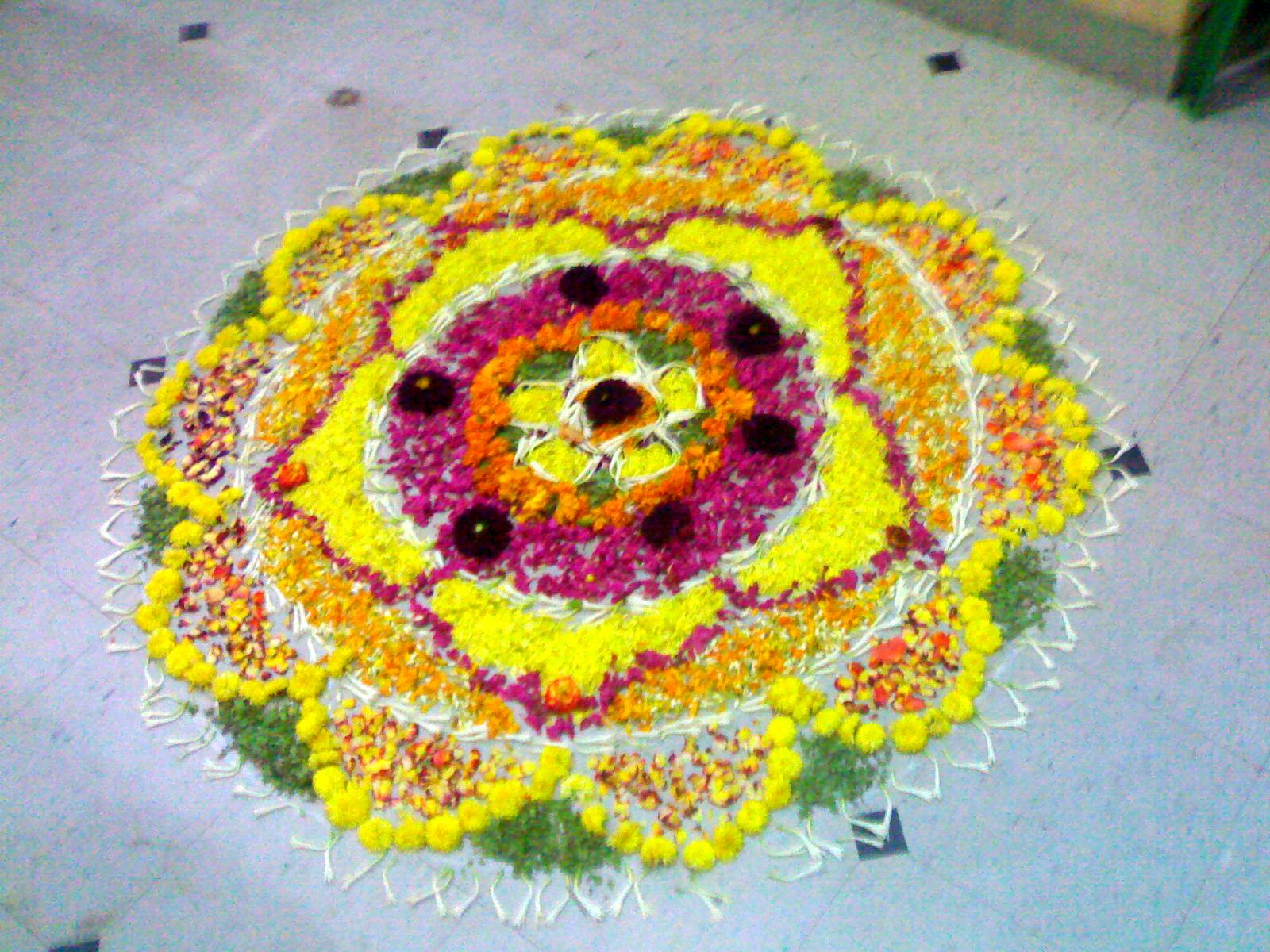
رانغولي مصمم من الزهور بمناسبة عيد أونام

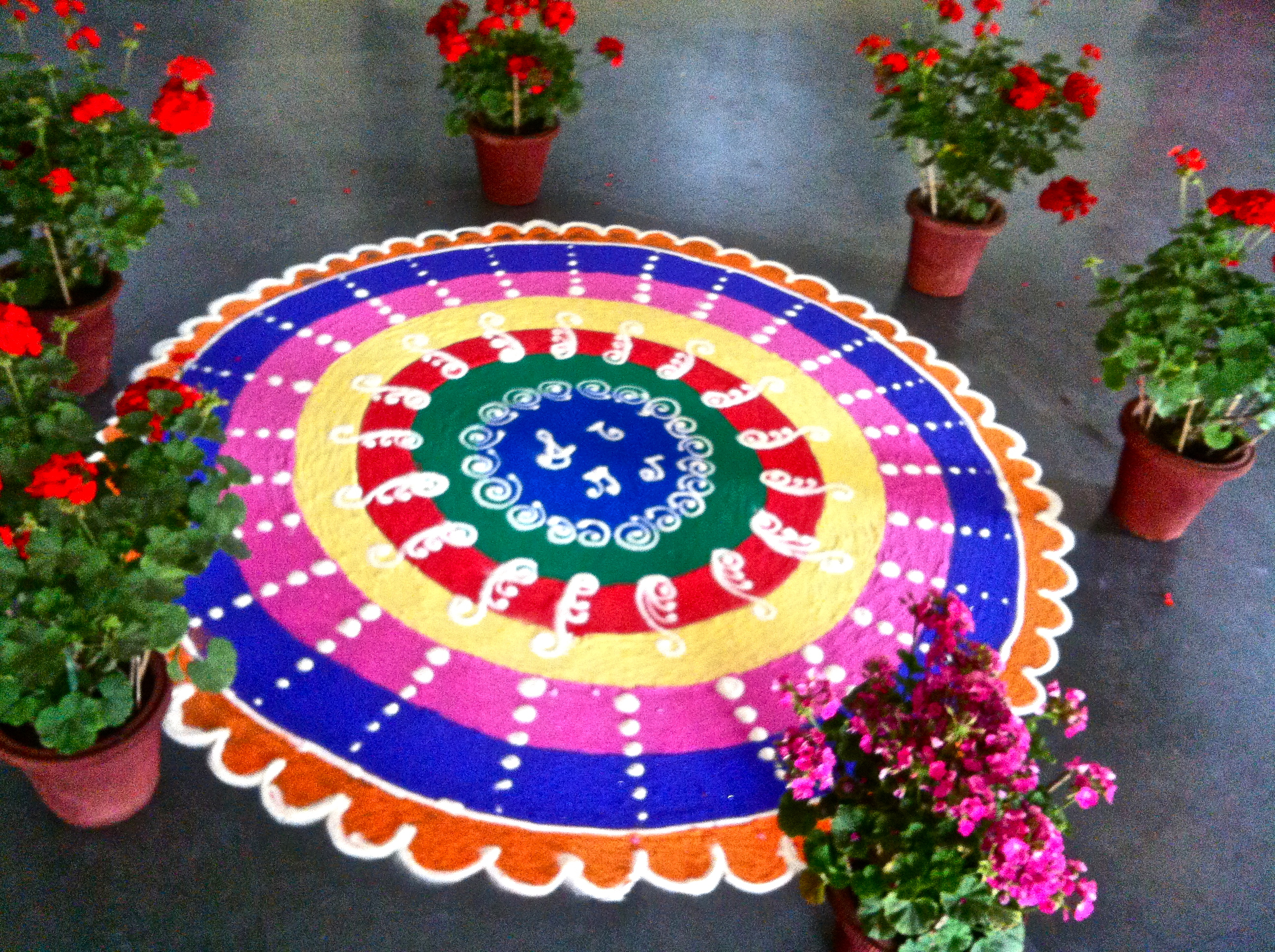
رانغولي في دلهي، الهند

رانغولي هو شكل فني نشأ في شبه القارة الهندية، حيث تُنشأ أنماط فنية على الأرض أو سطح الطاولة باستخدام مواد مثل مسحوق الحجر الجيري، والمغرة الحمراء، ودقيق الأرز الجاف، والرمل الملون، ومسحوق الكوارتز، وبتلات الزهور، والصخور الملونة. تمارس العديد من الأسر الهندوسية فن الرانغولي يومياً، ولكنها تكان تقتصر في الغالب على المهرجانات والاحتفالات الهامة الأخرى لأنها تستغرق وقتًا طويلاً. عادة ما يتم صنع تصاميم رانغولي خلال عيد ديوالي أو تيهار وعيد أونام ومهرجان بونغال وغيرها من المهرجانات الهندوسية في شبه القارة الهندية. تنتقل التصاميم من جيل إلى آخر، مع الحفاظ استمرار الشكل الفني والتقاليد.
للرانغولي أسماء مختلفة بناءً على الدولة والثقافة. يلعب رانغولي دورًا مهمًا في الحياة اليومية للأسرة الهندوسية خاصةً في السابق عندما كانت أرضيات المنازل غير مبلّطة. عادة ما يتم صنعها خارج عتبة المدخل الرئيسي، في الصباح الباكر بعد تنظيف المنطقة. تقليدياً، يتطلب صنع رانغولي مرونة، لذا يعتبر من التمارين التي تفيد النساء لتقويم العمود الفقري. يمثل رانغولي السعادة والإيجابية والحيوية في الأسرة، ويهدف إلى الترحيب بـالإلهة لاكشمي، إلهة الثروة والحظ السعيد. يُعتقد أن منزلًا هندوسيًا بدون مدخل نظيف ورانغولي هو مسكن سيء الحظ.
يتجاوز الغرض من رانجولي موضوع الزخرفة. تقليديا يتم استخدام مسحوق الكالسيت والحجر الجيري أو مساحيق الحبوب للتصميم الأساسي. الحجر الجيري قادر على منع الحشرات من دخول المنزل، ومساحيق الحبوب تجذب الحشرات وتمنعها من دخول المنزل. قد تختلف صور التصميم لأنها تعكس التقاليد والفولكلور والممارسات الفريدة لكل منطقة. لا يقتصر فن الرانغولي تقليديًا على الفتيات أو النساء، بل تجد من يمارسه من الرجال والفتيان أيضًا. يتم عرض استخدام الألوان والتصاميم النابضة بالحياة خلال المناسبات مثل المهرجانات والاحتفالات الميمونة واحتفالات الزواج وغيرها من الأحداث والتجمعات المماثلة.
يمكن أن تكون تصميمات رانغولي أشكالًا هندسية بسيطة، أو صورًا للآلهة، أو أشكالًا للزهور والبتلات مناسبة للاحتفالات المحددة. قد تمثل التصميمات الهندسية أيضًا رموزًا دينية قوية موضوعة في وحول أضرحةالياجنا المنزلية. تاريخياً، رُسمت التصميمات الأساسية حول الأماكن المخصصة للطهي في المنازل بغرض تثبيط الحشرات ومسببات الأمراض. يعتبر استخدام الألوان الاصطناعية شكلاً حديثاً.
بمرور الوقت، أدمج الخيال والأفكار المبتكرة في فن رانغولي. كما طُوّر هذا الفن تجاريًا ونُفّت تصاميمه في أماكن مختلفة مثل فنادق الخمس نجوم.

## فن رانغولي في ولايات الهند المختلفة
في وسط الهند، بشكل رئيسي في تشهاتيسجارا، يُطلق على رانغولي اسم تشاووك، ويتم رسمه عمومًا عند مدخل المنزل أو أي مبنى آخر. يُستخدم مسحوق الكوارتز أو دقيق الأرز المجفف أو أشكال أخرى من مسحوق الغبار الأبيض لرسم تشاووك. على الرغم من وجود العديد من أنماط تشاووك التقليدية، إلا أنه يمكن إنشاء المزيد اعتمادًا على إبداع الشخص الذي يرسمها. يعتبر التشاووك أمراً حسناً لأنه يدل على حسن الحظ والازدهار على المنزل والأسرة. بشكل عام، تستيقظ النساء في الصباح الباكر وتنظف المنطقة الواقعة خارج مدخل منازلهم مباشرة ورش المنطقة بالماء ثم يبدأن برسم تشاووك. في ماهاراشترا وكارناتاكا، يتم رسم رانغولي على أبواب المنازل لصدّ القوى الشريرة التي تحاول الدخول.

## العناصر

### الألوان والتصاميم

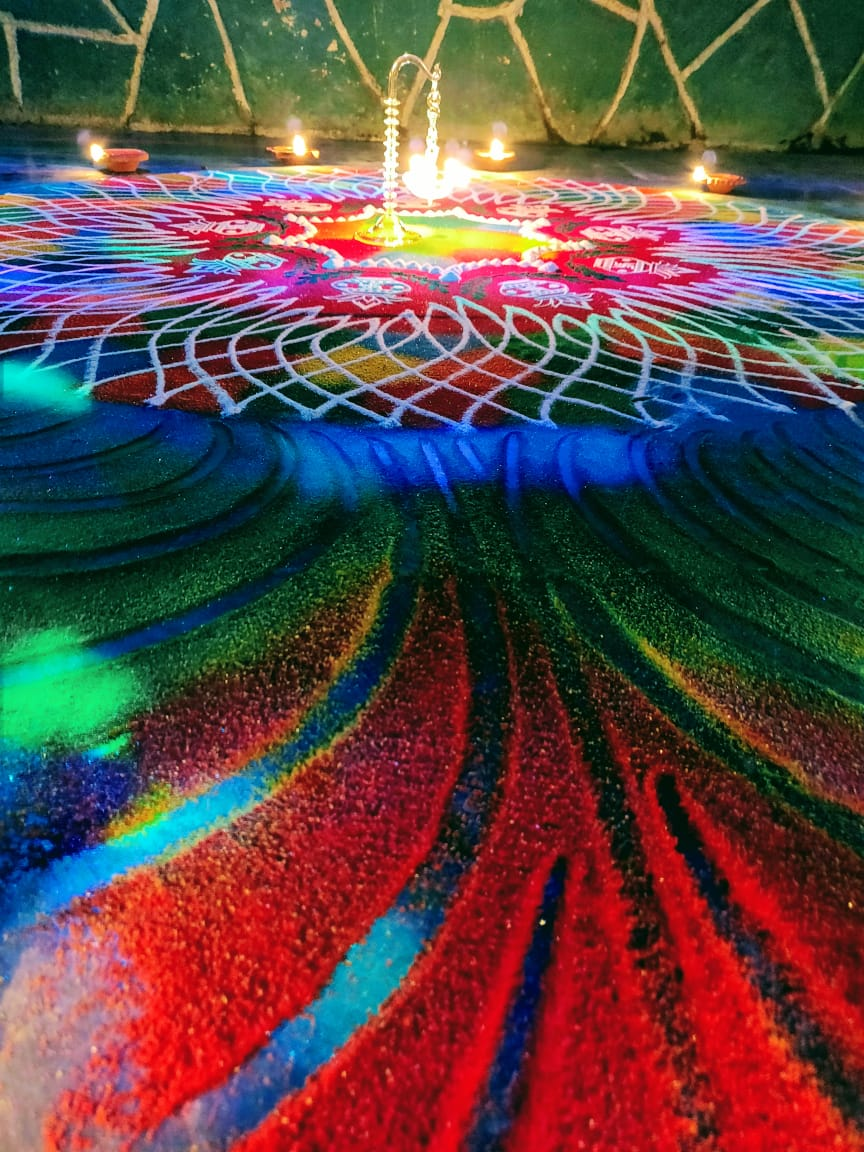
رانغولي نُفّذ في عيد ديوالي في بونه، ماهاراشترا، الهند

أهم عنصر في رانغولي هو الألوان، فهي ذات دور مركزي في التصميم. تقليدياً، يتعلم كل جيل جديد الفن وبالتالي تحافظ الأسرة على التقاليد كما هي. من الرموز الرئيسية المستخدمة في رانغولي زهرة اللوتس وأوراقها، والمانجو، وإناء تو، والأسماك، وأنواع مختلفة من الطيور مثل الببغاوات، والبجع، والطاووس، والشخصيات البشرية، وأوراق الشجر. وتشمل الأنماط وجوه الآلهة الهندوسية والأشكال الهندسية وزخارف وتصميمات الأزهار المستديرة. العديد من هذه الزخارف تقليدية وتوارثتها الأجيال السابقة.

### المواد
يمكن إيجاد بسهولة على المواد المستخدمة في صنع رانغولي في كل مكان. لذلك فإن هذا الفن منتشر في كل البيوت، غنيها وفقيرها. عادةً ما تكون المكونات الرئيسية المستخدمة في صنع رانجولي هي: محلول أرز بايز، المسحوق المجفف المصنوع من الأوراق، والألوان، والفحم، والتربة المحروقة، ونشارة الخشب، والمواد المماثلة. كما يستخدم مسحوق الكوارتز الملون والأرز والدقيق الجاف وبتلات الزهور والكركم (باسبو) والقرمزي (السندورام) والرمل الملون.

### ماندالا رانغولي

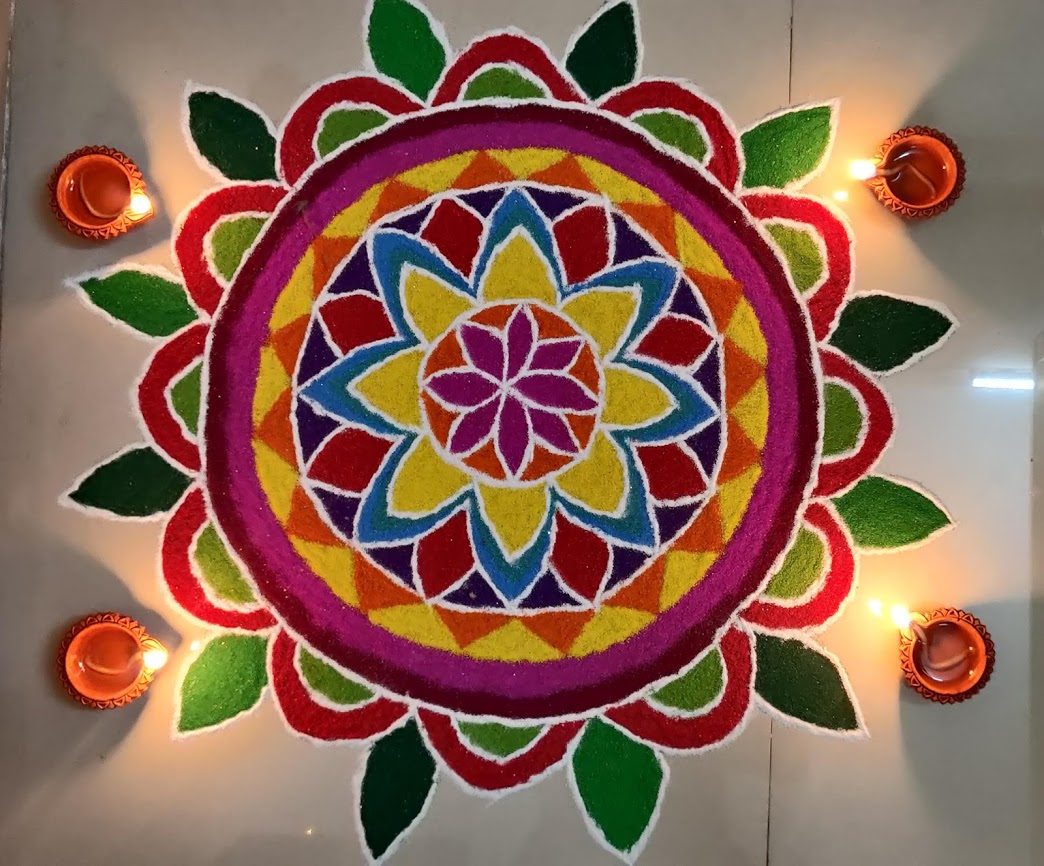
ماندالا رانغولي، صنع في منزل هندي خلال عيد ديوالي

الماندالا هو رسم بياني أو مخطط أو نمط هندسي يمثل الكون ميتافيزيقيًا أو رمزيًا، وهو عالم زمني مصغر للكون، ولكنه في الأصل يهدف إلى تمثيل الكمال ونموذج للبنية التنظيمية للحياة نفسها، وهو مخطط كوني يوضح العلاقة مع العالم الذي يمتد إلى ما وراء وداخل عقول وأجساد مختلفة. كما أنه يمثل الرحلة الروحية، بدءًا من الخارج إلى القلب الداخلي، مروراً بالطبقات.

## التكوين والإنشاء
هناك طريقتان أساسيتان لعمل تصميم رانغولي، رسم جاف ورسم رطب، بالإشارة إلى المواد المستخدمة لإنشاء المخطط التفصيلي وملء هذا المخطط باللون. باستخدام مادة بيضاء مثل الطباشير أو الرمل أو الطلاء أو الدقيق، يحدد الفنان نقطة مركزية على الأرض ونقاط أساسية حولها، عادةً في مربع أو مسدس أو دائرة حسب المنطقة والتفضيل الشخصي. يؤدي تشعب هذا النمط البسيط في البداية إلى إنشاء تصميم معقد وجميل في كثير من الأحيان. من الشائع أن يشمل التصميم زخارف من الطبيعة كورق الشجر وبتلات الأزهار والريش، والأنماط الهندسية. الأشكال التمثيلية أقل شيوعًا ولكنها ليست نادرة بأي حال من الأحوال (مثل الطاووس أو الأيقونات أو المناظر الطبيعية).
بمجرد اكتمال المخطط التفصيلي، قد يختار الفنان إلقاء الضوء عليه بالألوان، مرة أخرى باستخدام مكونات رطبة أو جافة مثل الدهانات أو ماء الأرز الملون أو مسحوق الجبس أو الرمل الملون أو الأصباغ الجافة. قد يختار الفنان أيضًا مواد غير معالجة مثل البذور أو الحبوب أو التوابل أو الأوراق أو بتلات الزهور لإضفاء ألوان نابضة بالحياة. كما أصبحت المواد الحديثة مثل الطباشير الملون أو الأصباغ أو الأقمشة المصبوغة ودهانات الأكريليك ومواد التلوين الاصطناعية شائعة أيضًا، مما يتيح خيارات ألوان رائعة وحيوية.

## الصور

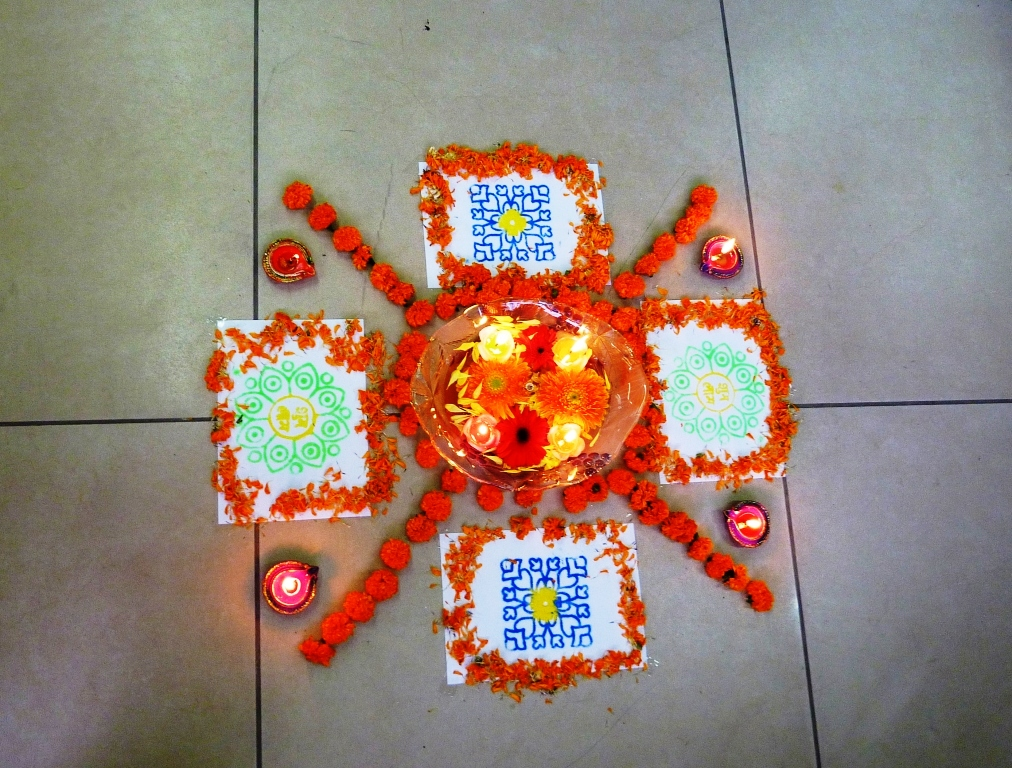
Rتصميم رانغولي على أرضية مطار تشانديغرا. 2010
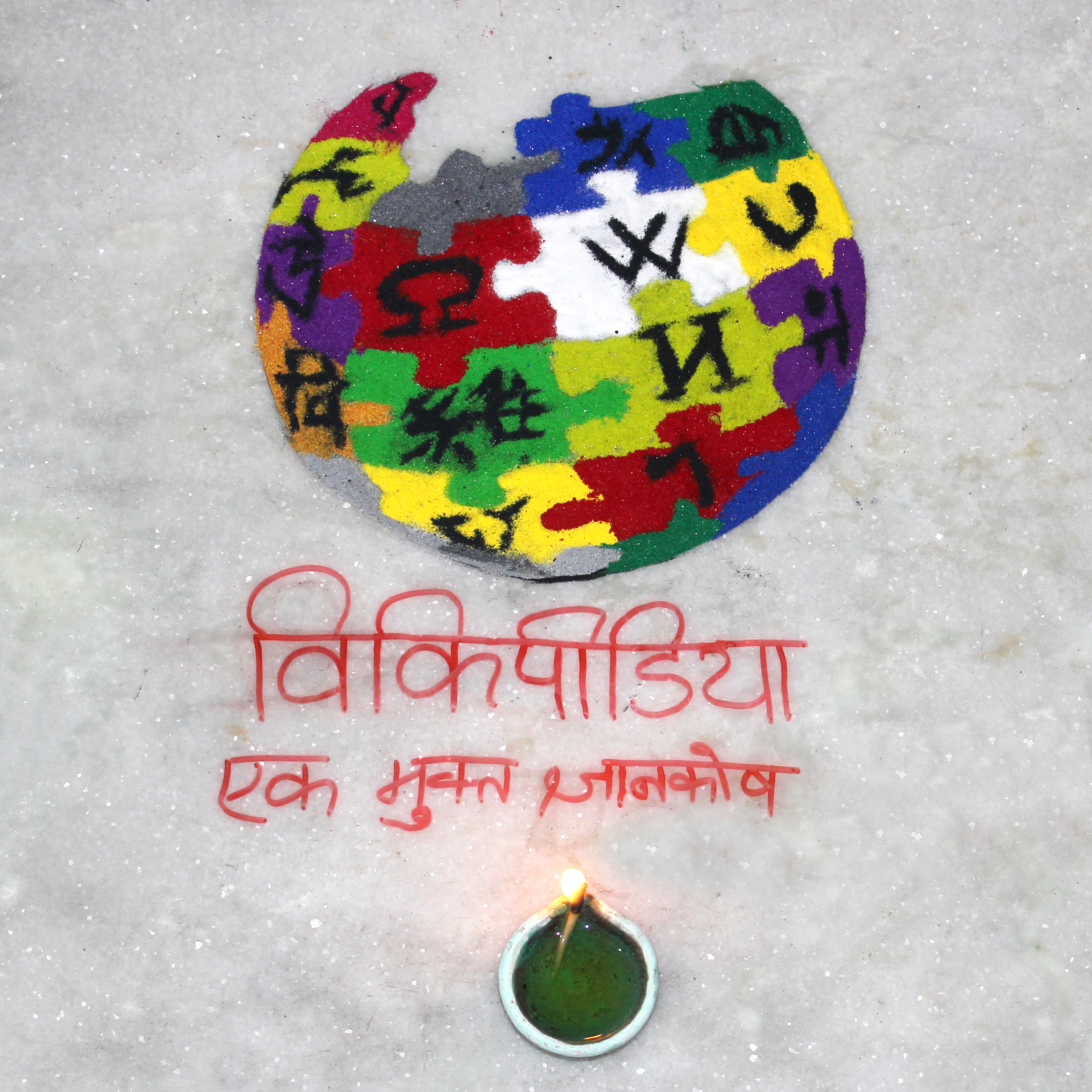
رانغولي بتصميم شعار ويكيبيديا لويكيبيديا الهندية
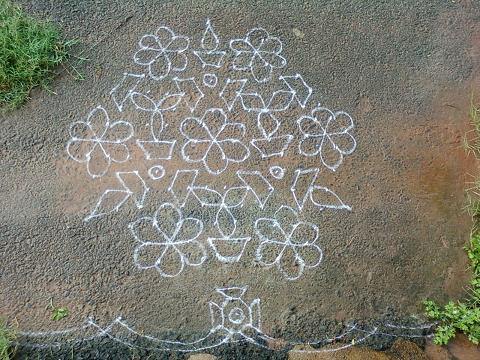
يمكن أن يترك التصميم غير ملون أو يملأ بالعديد من المساحيق الملونة
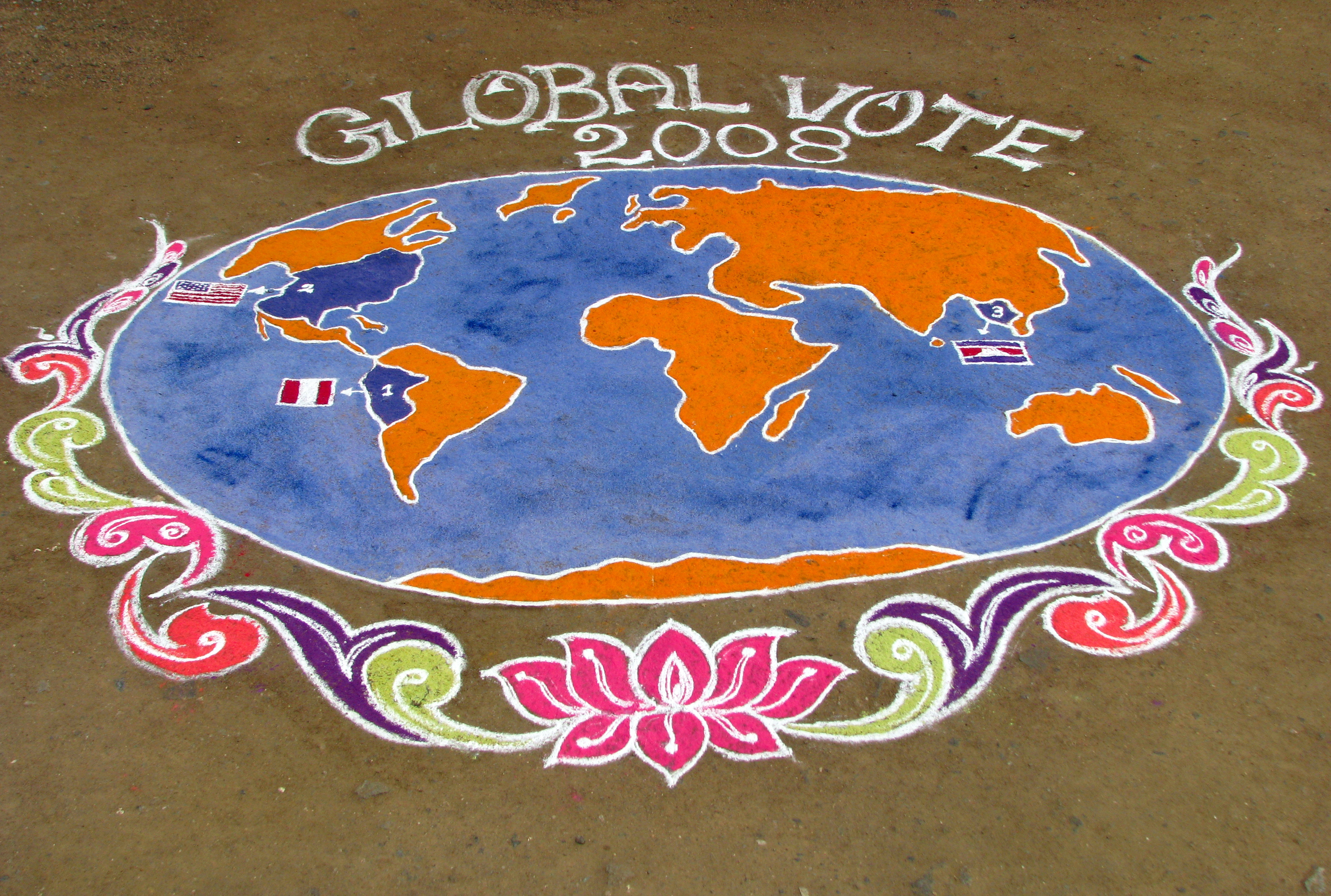
رانغولي في فعاليات عالمية
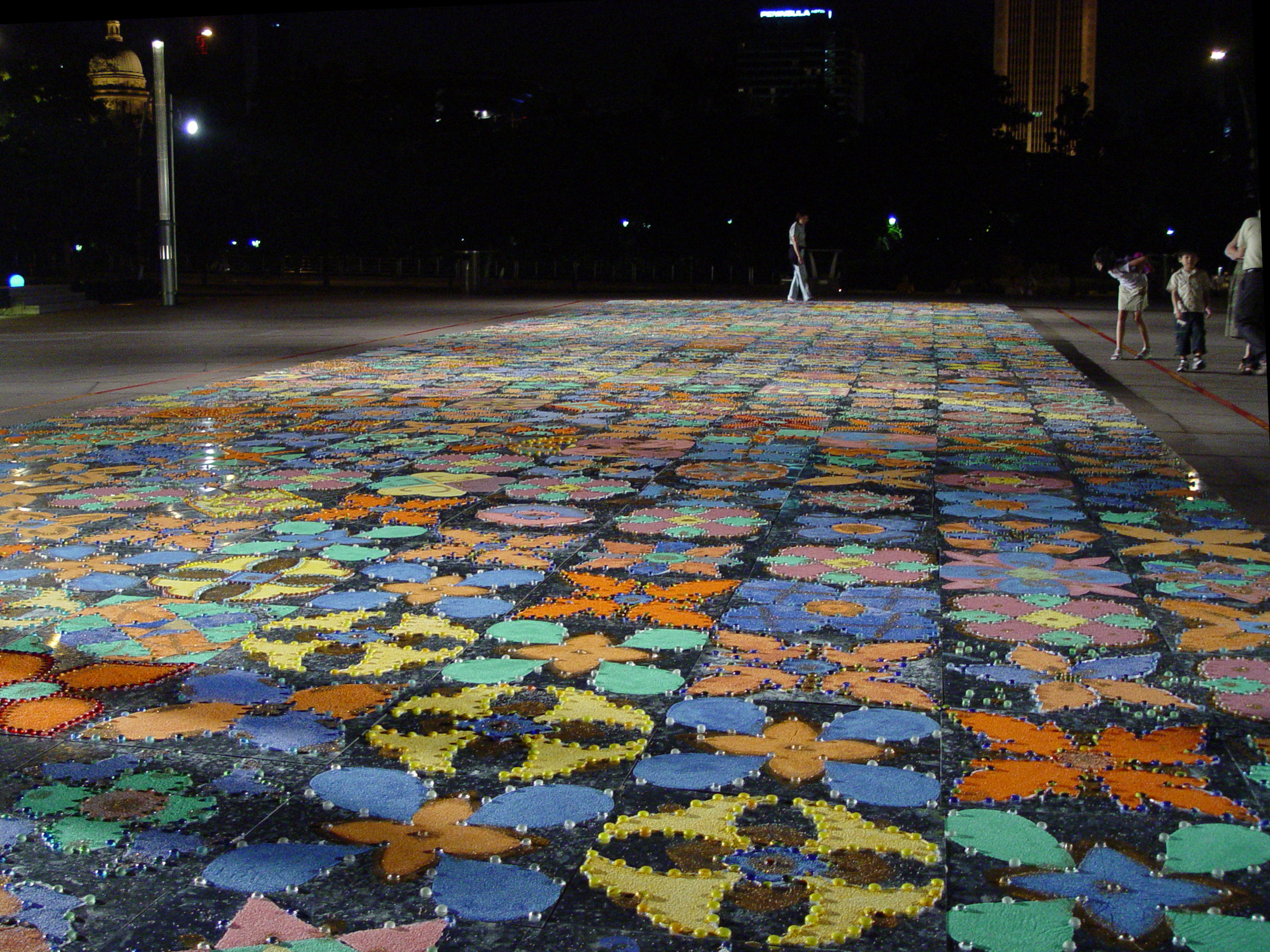
رانغولي في سنغافورة
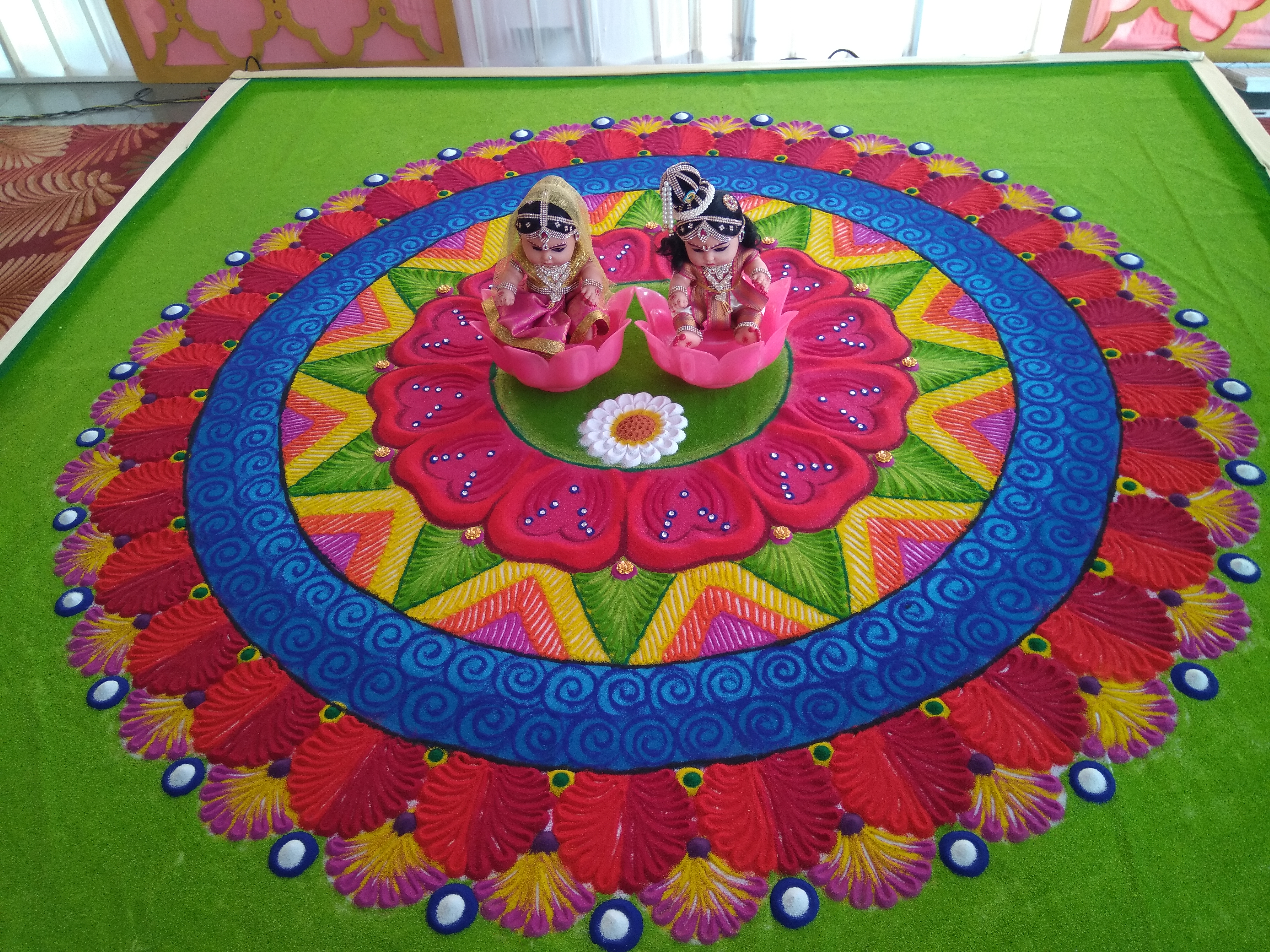
رانجولي مزين بمعبود كريشنا ورادها
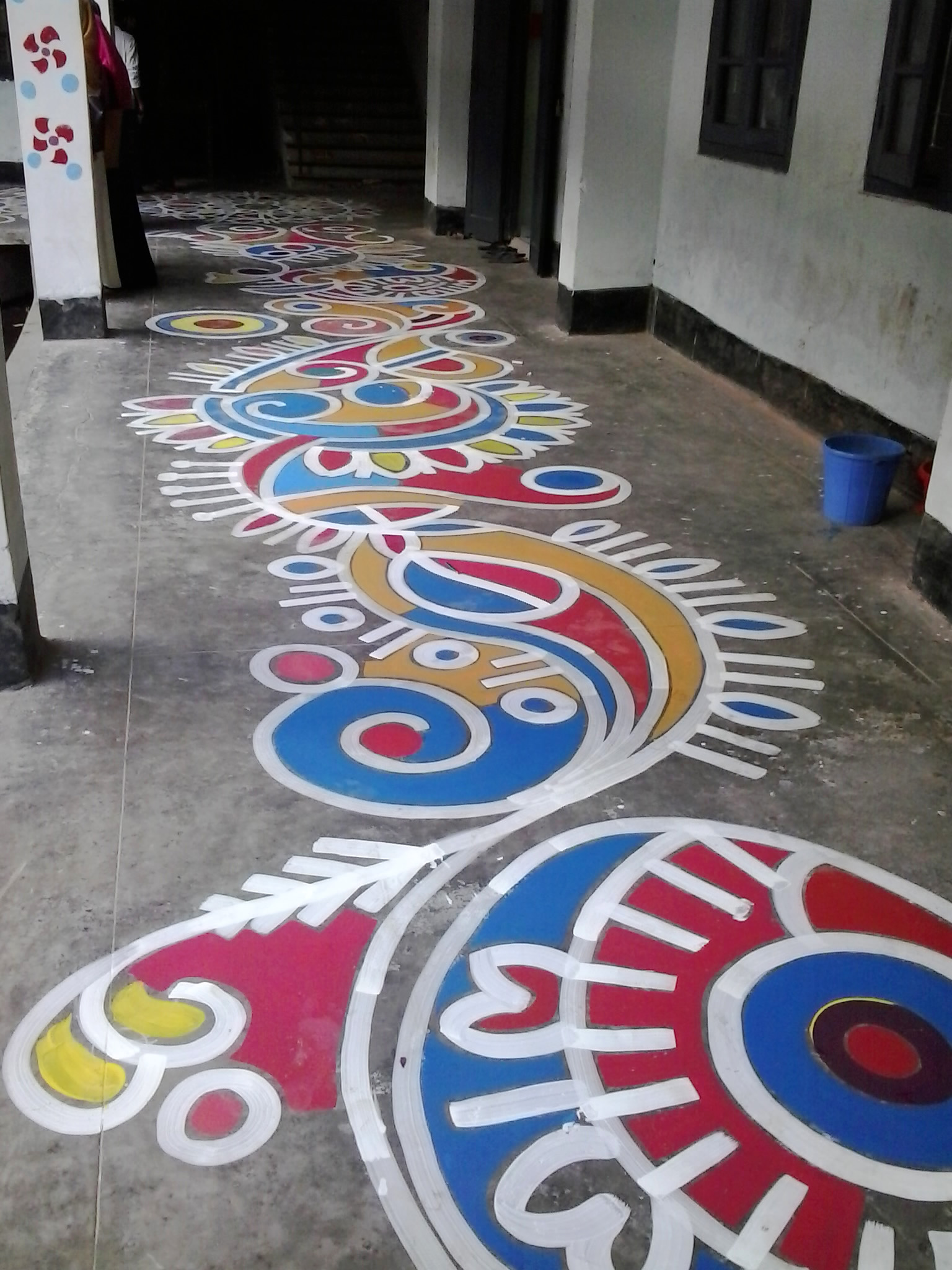
ألبانا (رانغولي ملون) في راجشاهي، بنغلاديش
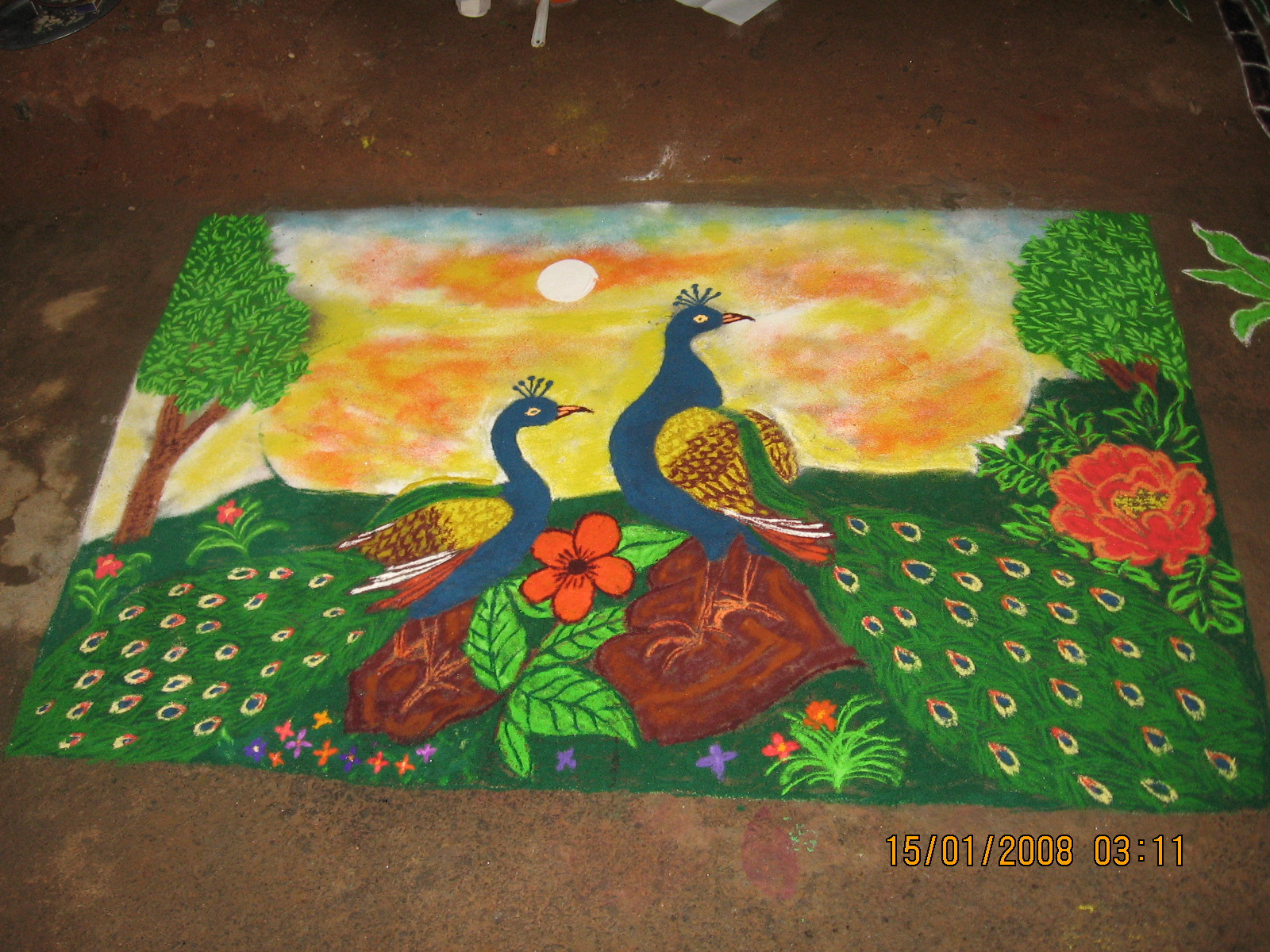
رانغولي طاووس في تاميل نادو
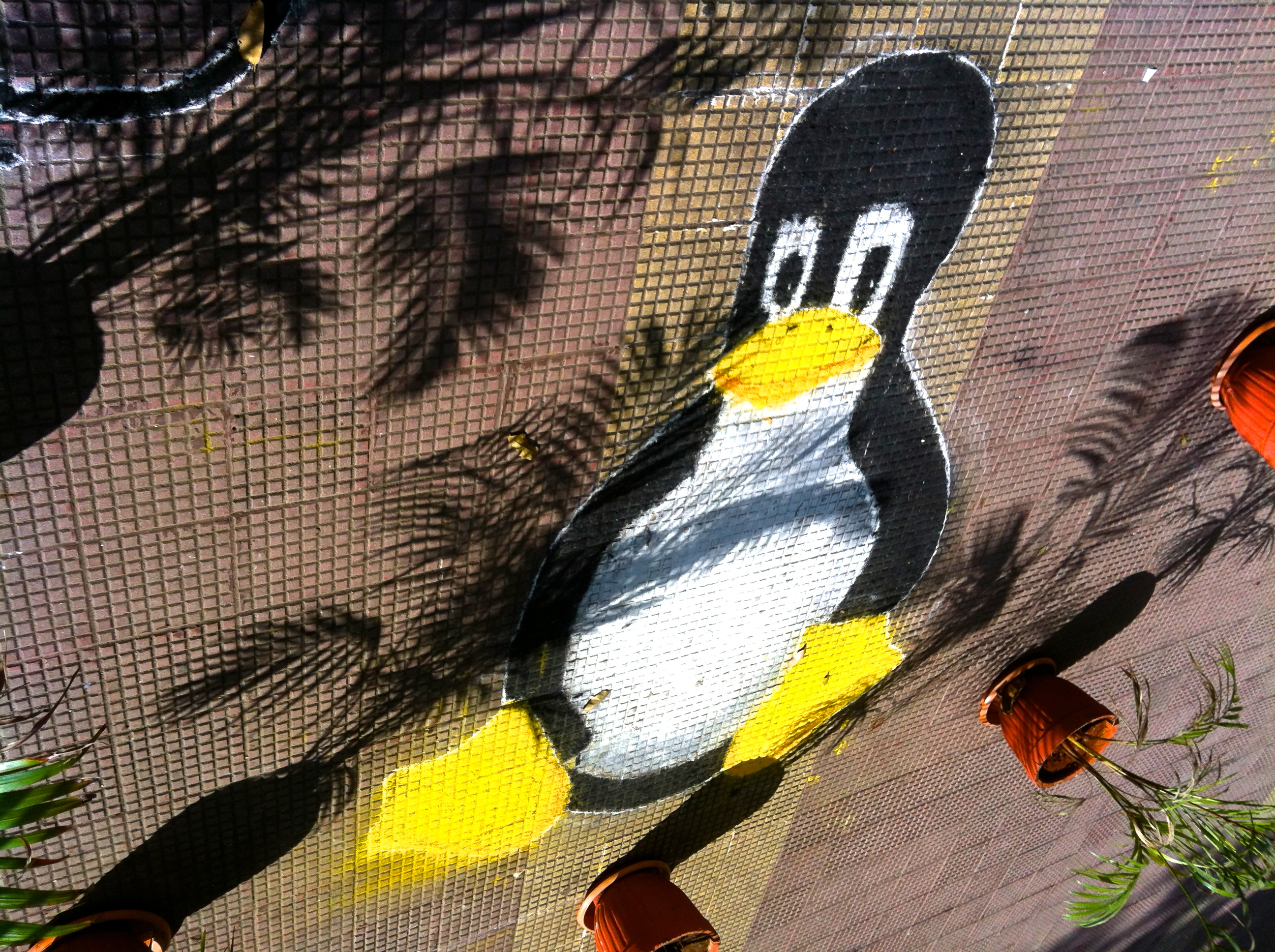
رانغولي أعدّه طلاب في بونه
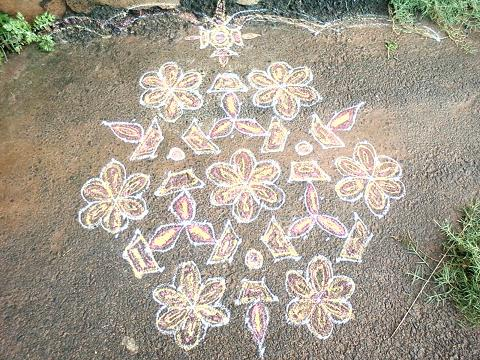
رسم رانغولي في فناء منزل
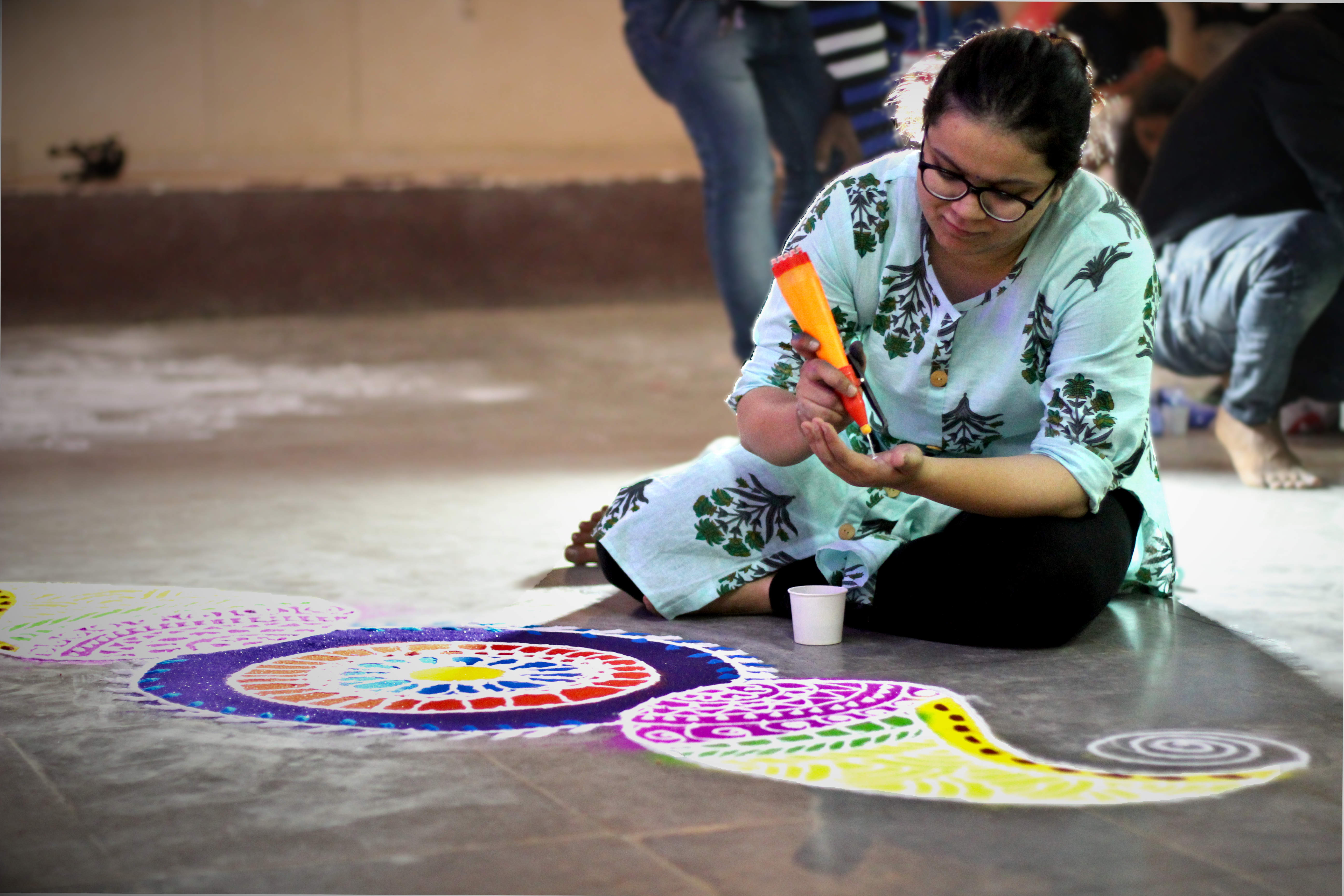
رانغولي قيد الرسم
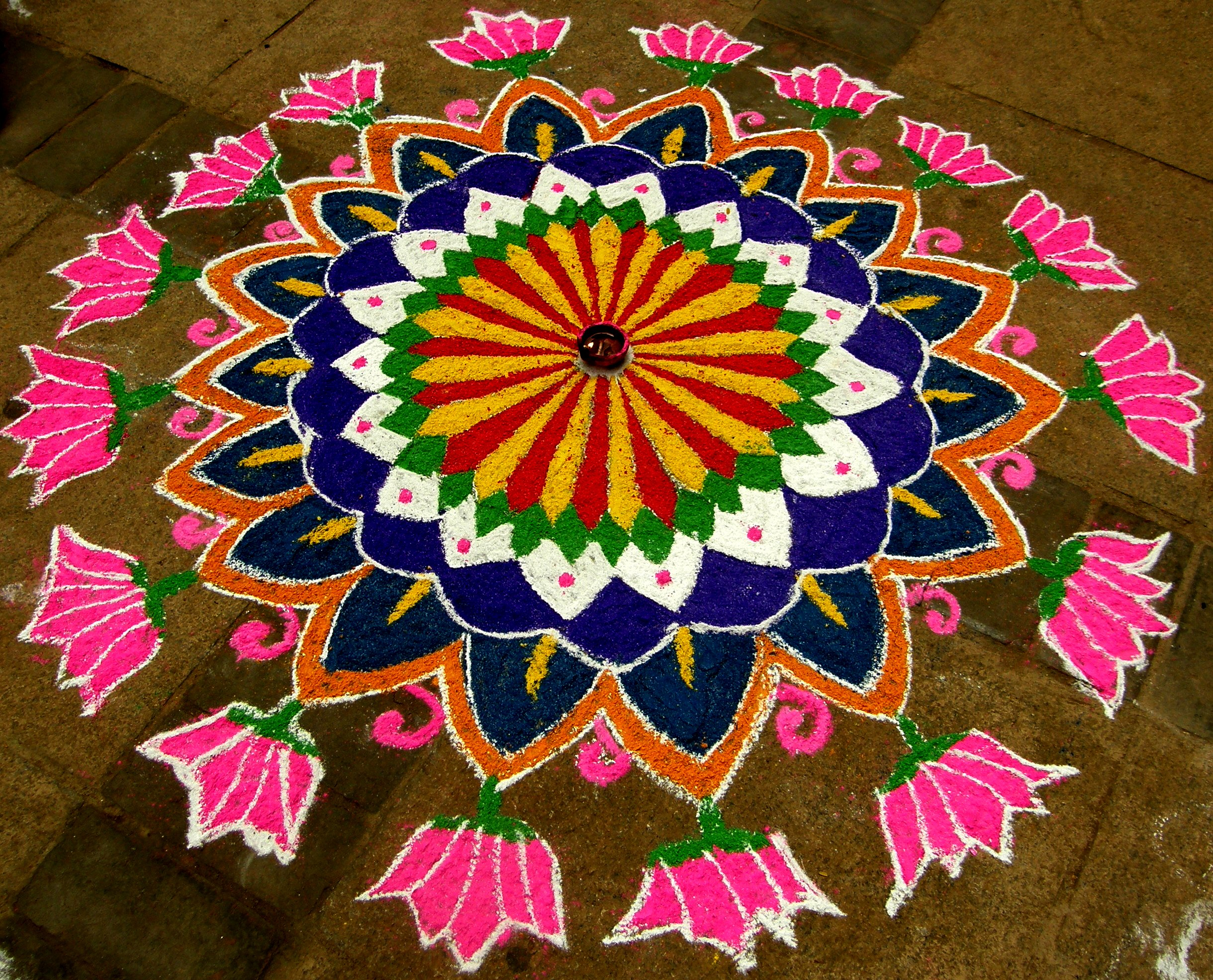
تجهيز رانغولي في بانغالور
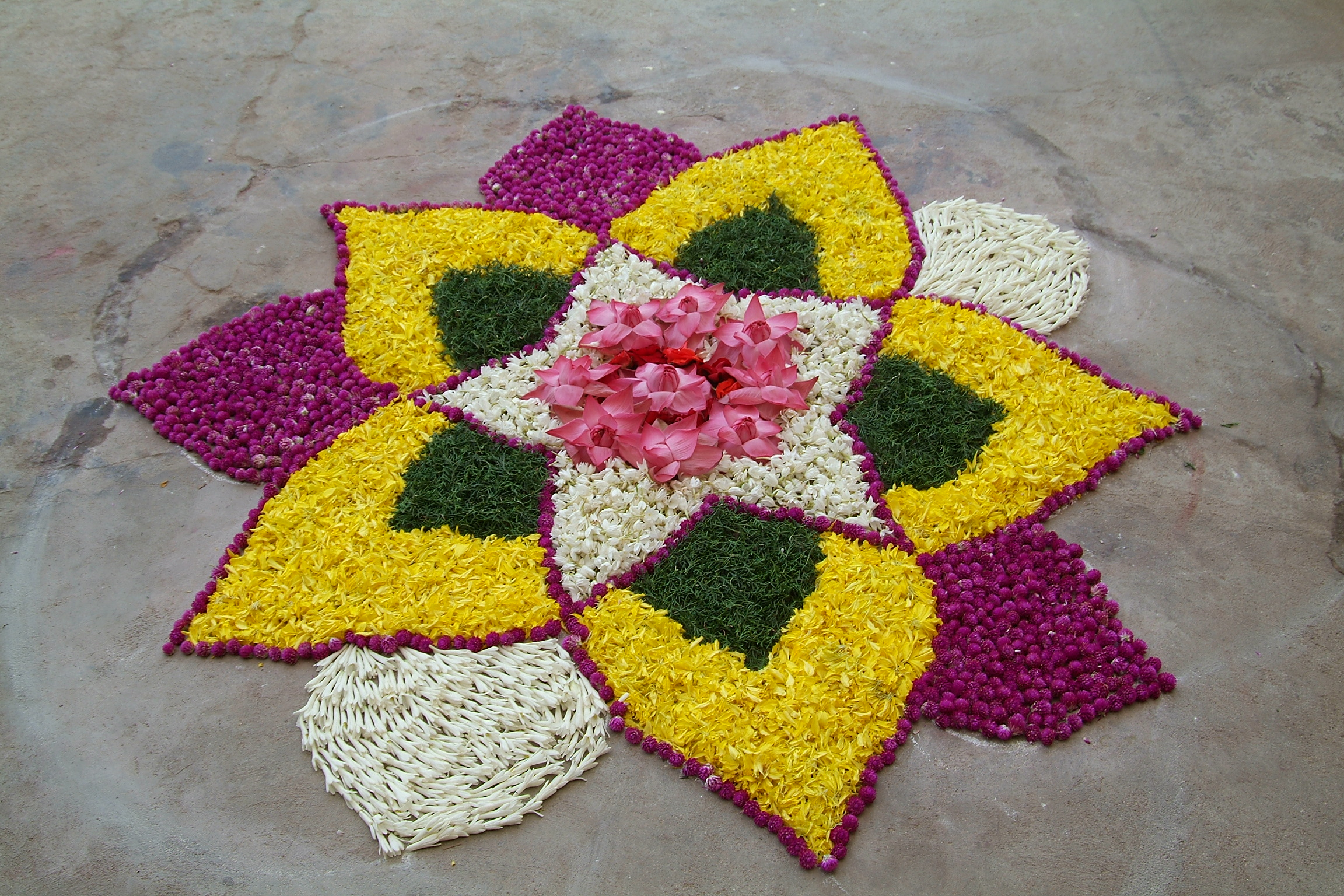
رانغولي في تشيناي
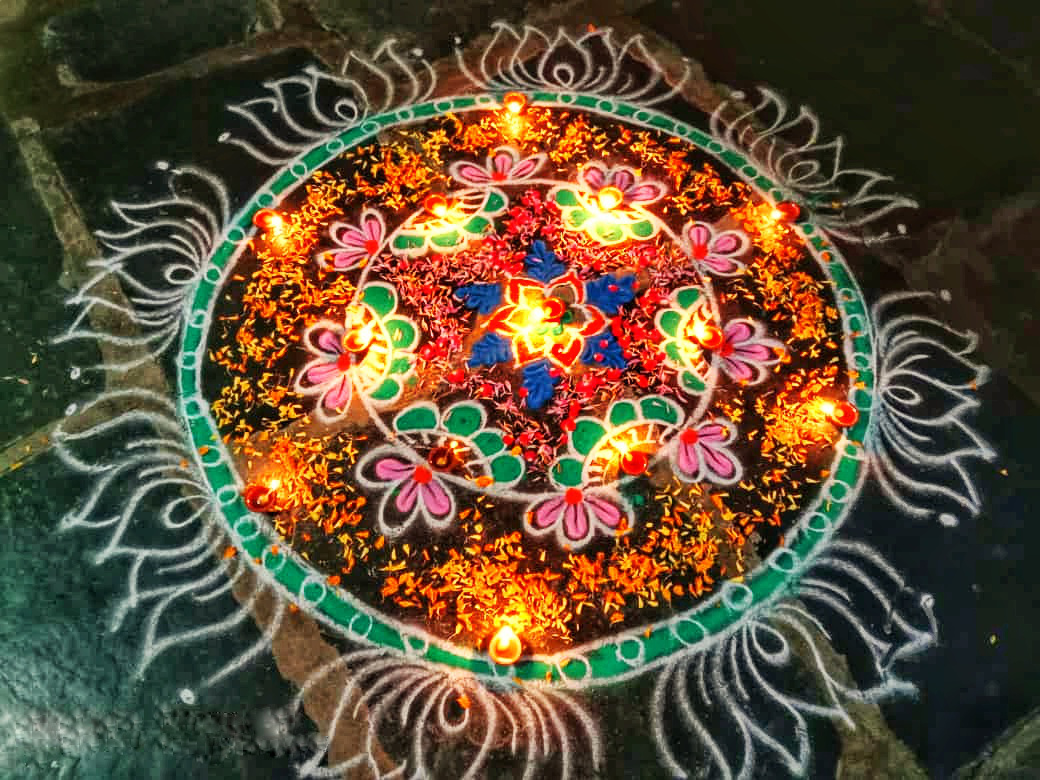
رانغولي بالزهور في تشيناي
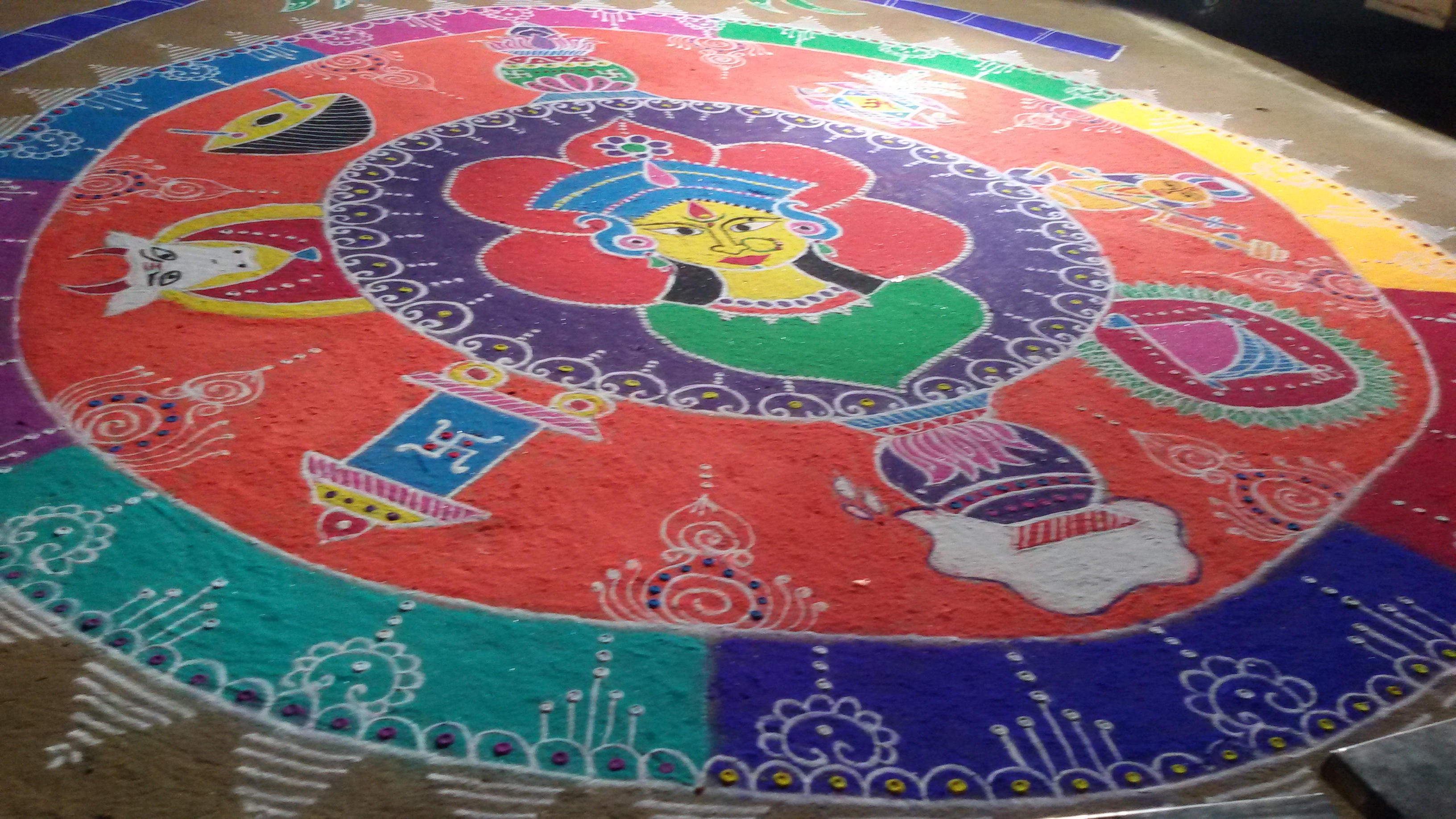
رانغولي في أندرا براديش
- رانغولي في فناء منزل

## أنظر أيضاً
- كولام / موغو
- تشوك بورانا
- جوتي تشيتا
- كوبراكولام
- كالامباتو